# Lepidopilum adscendens
Lepidopilum adscendens là một loài rêu trong họ Daltoniaceae. Loài này được Schwägr. Broth. mô tả khoa học đầu tiên năm 1907.